# Dendrolimus punctatus
Dendrolimus punctatus là một loài côn trùng trong họ Lasiocampidae. Loài này được Walker miêu tả khoa học đầu tiên năm 1855.
Đây là loài gây hại của cây Pinus massoniana, phát triển phổ biến ở Trung Quốc.